# Julia Barry
Julia Barry (16 de octubre de 1881-15 de abril de 1912) fue una pasajera de tercera clase del RMS Titanic que pereció en el naufragio del transatlántico.

## Biografía
Nacida en Killeentierna, Currow (condado de Kerry, Irlanda), Julia era hija de Michael Barry, albañil y granjero, y Julia (nacida Prendiville), quienes contrajeron matrimonio en mayo de 1859 en Arderone. Julia tenía once hermanos: Mary (nacida en 1860), Abigail (nacida en 1862), Johanna (nacida en marzo de 1863), Catherine (nacida el 21 de septiembre de 1864), Ellen (nacida el 21 de junio de 1866), Michael (nacido el 30 de noviembre de 1868), Thomas (nacido el 10 de agosto de 1870), Patrick (nacido el 14 de enero de 1873), James (nacido el 10 de mayo de 1875), Edmund «Edward» (nacido el 4 de noviembre de 1877) y Johana (nacida el 16 de junio de 1879).
Julia aparece por vez primera en el censo de 1901 como desempleada y residente en la casa de sus padres, ubicada en el número 4 de Killeentierna. Su hermano Edward emigró en 1908, estableciéndose en Yonkers, Nueva York, donde trabajaba como albañil. Varios de sus otros hermanos también emigraron a Estados Unidos, residiendo su hermana Mary en Elizabeth, Nueva Jersey, su hermana Hannah en Franklin, Nuevo Hampshire, y su hermana Ellen en Springfield, Massachusetts.
Julia cruzó el Atlántico por primera vez en 1905, partiendo de Queenstown el 2 de septiembre y llegando a Manhattan a bordo del RMS Cedric el 10 del mismo mes. Descrita como una joven de diecinueve años (en realidad tenía veintitrés), soltera y procedente del condado de Kerry, Julia tenía como destino la residencia de su hermana Ellen en Springfield, por lo que es posible que Julia sea la misma mujer que figura en el censo de 1910 como residente en dicha ciudad al servicio de Charles D. Haskell y su familia como sirvienta en el número 24 de Dartmouth Street. Julia terminaría estableciéndose eventualmente en la ciudad de Nueva York.
Julia regresó a Irlanda entre finales de 1910 y principios de 1911 con el fin de atender a su madre, quien sufría problemas de corazón, apareciendo en el censo de 1911 como residente en el número 17 de Killeentierna junto con su padre, quien en dicho censo se describe a sí mismo como viudo pese a que su esposa, gravemente enferma, aún se hallaba con vida, falleciendo en la enfermería Killarney Union el 21 de abril de 1911 a la edad de setenta y un años.
Para su regreso a Estados Unidos, Julia tenía pensado abordar el RMS Celtic, pero finalmente decidió viajar en el RMS Titanic para llegar más pronto, informando mediante una carta a su hermano Edward de su cambio de planes y de su llegada a Nueva York dentro de cuatro días, pidiéndole que se reuniese con ella en el muelle. Pocos días antes de abordar el Titanic, Julia realizó una excursión en bote por los lagos de Killarney, donde perdió su sombrilla tras caer esta por la borda, lo que el barquero interpretó como un mal presagio.
Julia abordó el Titanic en Queenstown el 11 de abril de 1912 como pasajera de tercera clase con el billete número 330844. Informes contemporáneos sostienen que viajaba con otras cinco personas, a las cuales Julia dejó atrás en Irlanda en su afán por querer llegar a Estados Unidos lo antes posible. La noche del 14 del mismo mes el transatlántico impactó contra un iceberg, hundiéndose en las primeras horas de la madrugada del día siguiente. Julia pereció en el naufragio y su cuerpo, en caso de haber sido recuperado, nunca fue identificado. Su hermano Edward acudió al muelle de Cunard con la esperanza de que estuviese entre los supervivientes. Su hermana Mary había descubierto que Julia viajaba a bordo del Titanic al ver el apellido Barry en la lista de desaparecidos, recibiendo al día siguiente una carta de Edward confirmando que Julia se encontraba a bordo. Ambos acudieron, sin éxito, a varios hospitales de Nueva York con el fin de encontrarla. Varios meses después, el padre de Julia recibió 3.000 dólares como compesación económica por la pérdida de su hija.